# Sonata za klavir br. 11 u A-duru (Mozart)
Sonata za klavir br. 11 u A-duru KV 331 (300i) je skladba za solo klavir Wolfganga Amadeusa Mozarta iz 1783. godine. Poznata je pod popularnim nazivom "Turski marš" (Alla Turca), prema naslovu 3. stavka kojim je stekla popularnost, i jedna je od najpoznatijih Mozartovih sonata.

## Nastanak
Nije točno poznato kad i gdje je Mozart skladao ovu sonatu. U prvom izdanju Köchelovog kataloga navedena je 1779. godina, a u šestom izdanju navedeno je ljeto 1778. i Pariz kao mjesto skladanja. Međutim, kasnijim istraživanjima ti su podatci osporeni kao netočni, temeljeni na pogrešnim pretpostavkama. Danas se smatra da je djelo vjerojatno nastalo 1783. godine u Beču (ili Salzburgu).
Iako je do tada Mozart već napisao preko 300 djela, izdavač "Artaria & Co." objavio je 1784. godine Sonatu u A-duru kao op. 6 br. 2, u istom opusu sa Sonatom br. 10 u C-duru (op. 6 br. 1) i Sonatom br. 12 u F-duru (op. 6 br. 3).
Potpuni autograf sonate nije sačuvan. Autograf posljednje stranice 3. stavka od 99. takta nalazi se u privatnoj kolekciji u Lisabonu. Do 2014. godine to je bio jedini poznat sačuvan dio, kad je u Nacionalnoj knjižnici Széchényi (Országos Széchényi Könyvtár) u Budimpešti otkriven fragment s četiri lista sonate.
Sonata za klavir br. 11 u A-duru najčešće se označava kao KV 331, prema prvom izdanju Köchelovog kataloga. Po potrebi se rabi ili dvojno označavanje kao KV 331 (300i) ili označavanje prema šestom izdanju Kataloga kao KV6 300i.

## O glazbi
Haydn i Mozart su utemeljitelji modela klasične sonate (takozvanog "sonatnog ciklusa") koji se sastoji od brzog prvog stavka (najčešće allegro i sonatna forma), drugog stavka u sporom ili umjerenom tempu i brzog trećeg stavka (najčešće rondo ili sonatna forma). Od tog oblika Mozart je odstupio time što je prvi stavak ove sonate napisao u laganom tempu (andante = 76-108 d/min, na talijanskom: kao u šetnji, lagano) i u obliku  "tema s varijacijama" i nijedan stavak sonate nije napisao u sonatnoj formi.
Stavci sonate su:
1. Thema. Andante grazioso (A-dur)
2. Menuetto (A-dur)
3. Alla Turca. Allegretto (a-mol)

### 1.Thema. Andante grazioso
Prvi stavak Mozart je označio kao Thema. Andante grazioso. Sastavljen je od teme i šest varijacija.
Tema je u sporom 6/8 taktu, s obilježjima siciliane. Ovaj spori barokni ples u drugim je Mozartovim djelima imao tužan karakter, ali u ovoj temi je u vedrijem A-duru. Tema se sastoji od dviju sekcija koje se ponavljaju. Prva sekcija ima 8 taktova s dvjema frazama u taktovima 1-4 i 5-8. Nakon ponavljanja prve, slijedi druga sekcija s 10 taktova: nova fraza u taktovima 9-12 i u taktovima 13-18 druga fraza prve sekcije produžena za kadencu, iza čega se sekcija ponavlja.
Varijacije prate strukturu teme, po 18 taktova s po dvjema sekcijama. Po definiciji, varijacije pristupaju temi i obrađuju ju na različite načine, kao što su ornamentacija, tonalitet, tempo, dinamika... Tako su na primjer varijacije III i IV u a-molu, usto je IV varijacija karakteristična po stalnom prebacivanju lijeve ruke preko desne, tempo V varijacije je adagio a VI allegro.
Trajanje stavka je oko 13 minuta.

### 2.Menuetto
Drugi stavak je menuet u 3/4 taktu, također u A-duru.
Forma ovog stavka je "menuet i trio". To je vrsta ternarne forme (A-B-A) u kojoj je prva dionica (A) menuet, kontrastna srednja dionica (B) je trio, a završna dionica (A) je ponovljeni menuet. Naziv "trio" potječe od trija glazbala koja su u klasicizmu izvodila srednju dionicu (B).
Menuet se sastoji od 48 taktova koji su raspoređeni u dvije cjeline (taktovi 1-18 i 19-48) koje se ponavljaju. Trio se sastoji od 52 takta i u njemu se ponavljaju cjeline u taktovima 1-16 i 17-52.
Trajanje stavka je oko 6 minuta.

### 3.Alla Turca. Allegretto
Treći stavak je u tempu allegretto u 2/4 taktu, a-mol.
U hrvatskom jeziku treći stavak poznat je kao "Turski marš", a prijevod izvornog Mozartovog naslova Alla Turca bio bi "u turskom stilu". Stil je bio popularan u Mozartovo vrijeme i Mozart ga je koristio u nekolikim svojim djelima, npr. u operi Otmica iz saraja i Petom violinskom koncertu u A-duru. Ovaj se stavak često samostalno izvodi i zaslužan je za popularnost sonate.
Stavak ima ukupno 127 taktova. Napisan je u formi ronda, čija se struktura može ovako shematski predstaviti:
|: A :||: B – A' :||: C :||: D :||: E – D' :||: C :||: A :||: B – A' :||: C' :| F
gdje |: ... :| označava ponavljanje, izostavnik označava modificiranu temu, a F je koda.
Trajanje stavka je oko 4 minute.

## Vanjske poveznice
|  | Zajednički poslužitelj ima još gradiva o temi Sonata za klavir br. 11 u A-duru KV 331 |